# Abílio Clemente Filho
Abílio Clemente Filho (São Paulo, 17 de abril de 1949) é um ex-ativista político estudantil durante o período da Ditadura Militar no Brasil. É um dos casos investigados pela Comissão da Verdade, que apura mortes e desaparecimentos no período ditatorial brasileiro. 
Filho de Maria Helena Correa e Abílio Clemente, Abílio estudou na Escola Estadual Fernão Dias Paes, em Pinheiros, bairro da cidade de São Paulo. Seguiu para formação superior em Ciências Sociais na UNESP Rio Claro. 

## Desaparecimento
Abílio Clemente Filho desapareceu aos 21 anos, poucos dias antes de completar 22 anos, quando cursava o 4º ano de graduação na UNESP, mesmo ano em que foi homenageado especial dos formandos de seu ano. Estava em viagem a praia José Menino, em Santos (SP), caminhando com seu amigo Vicente quando desapareceu no dia 10 de abril de 1971.
O caso de Abílio Clemente Filho foi analisado pela CEMDP (Comissão Especial sobre Mortos e Desaparecidos Políticos) depois de ter sido deferido pela Comissão de Indenização dos Presos Políticos de São Paulo, sob responsabilidade do conselheiro e deputado Renato Simões. Na ocasião, foi concluído que o desaparecimento de Abílio se deu por questões políticas. O relator do caso dentro da CEMDP foi Belisário dos Santos Júnior, que também votou a favor de deferir o caso, tornando oficialmente Abílio um desaparecido político. O relator argumentou dizendo que Abílio Clemente Filho praticou atos de militância política, tendo o documento apreendido na casa de uma pessoa que estava ligada a ações armadas. Ainda de acordo com o relator Belisário dos Santos Júnior, os amigos e a família de Abílio, com o passar dos anos, fizeram diversas denúncias, afirmando que ele havia sido uma vítima da polícia política e o pedido de mais provas desse desaparecimento político seria desnecessário.

## Comissão da Verdade do Estado de São Paulo "Rubens Paiva"

### Depoimento do Deputado Estadual Antonio Mentor
Em testemunho para a Comissão da Verdade em 25 de fevereiro de 2013, o Deputado Estadual Antonio Mentor, do Partido dos Trabalhadores, que militou ao lado de Abílio de 1968 a 1970 contou um pouco sobre Abílio e seu desaparecimento. Segundo o deputado, Abílio tinha forte ligação com a Ação Popular, frequentou um congresso regional em Rio Claro da União Nacional dos Estudantes, que aconteceu no porão de uma igreja. O deputado ainda afirmou que apesar de alguns movimentos estudantis terem efervescido em cidades universitárias como Rio Claro, nas mesmas o aparelho repressor tinha grande poder. Por esse motivo, os ativistas, Abílio incluso, realizavam atividade mais intensa em cidades maiores, como Campinas e São Paulo. Antonio Mentor ainda afirmou que Abílio era assíduo frequentador das aulas da graduação em Ciência Política, muito inteligente e com uma grande habilidade para discutir política.

### Depoimento de Maria Amélia de Almeida Teles
Maria Amélia de Almeida Teles é uma ex-presa política e atual assessora da Comissão da Verdade que também depôs no caso de Abílio como testemunha. Maria Amélia afirma ter ouvido relado de Joana D’Arc Contijo quando ambas estavam presas no DOI-CODI de São Paulo que ouviu gritos de um jovem homem durante toda a noite na mesma data do desaparecimento de Abílio. Depois de algum tempo, o jovem teria parado de gritar, o que Joana acredita que tenha acontecido devido a sua morte. Ela buscou descobrir a identidade da vítima mas não foi capaz.
Maria Amélia ainda contou que na formatura da turma de Abílio, seus colegas o homenagearam. Ela soube disso pois a família dele enviou um convite a ela para a formatura. A mulher afirma ter se emocionado com o convite, já que o mesmo levava o peso do desaparecimento de um militante político. Segundo ela, mesmo sendo muito novo, Abílio era detentor de uma força de liderança que unia toda a turma ao redor de suas crenças políticas.

## Ligações com a Ação Popular
Diferentes fontes afirmam a forte ligação de Abílio Clemente Filho com a Ação Popular, conhecida pela sigla AP. Esta foi uma organização que originou-se ainda antes do Golpe de Estado no Brasil em 1964 e que formou muitos militantes de esquerda e teve papel ativo na luta em busca de redemocratização do país. A organização foi um marco na história da esquerda brasileira e por conta do seu ativismo no combate à ditadura, sofreu forte repressão. Seus integrantes foram presos, mortos, torturados e desaparecidos, assim como Abílio.

## Processo na Justiça Brasileira
A Comissão de Indenização de Presos Políticos de São Paulo analisou o caso de Abílio e o mesmo foi deferido. Com base nas provas e testemunhos reunidos e levando em conta o conhecimento atual sobre as manobras dos órgãos de repressão política da época da Ditadura Militar brasileira, é possível concluir que Abílio desapareceu por questões políticas.
"O relator do caso 057/02 na CNDP Belizário dos Santos Junior votou favoravelmente ao deferimento agregando também nessa instância federal bem considerado todos os elementos de prova colhidos, o Abílio que tinha militância política, (...) e cujos amigos e famílias sempre denunciaram como sendo mais uma das vítimas da polícia política. Pode e deve ser reconhecido como a pessoa desaparecida por motivos políticos. Exigir mais provas seria (ininteligível) Mentor também apresentou depoimento a CNDP no qual confirmou o seu desaparecimento e a sua militância e organização clandestina durante a ditadura. O caso foi aprovado por unanimidade em 2 de agosto de 2006."
A conclusão do relatório é que Abílio Clemente Filho não pode ser considerado uma das vítimas fatais da ditadura militar, já que os seus restos mortais não foram entregues à família, não permitindo que houvesse um sepultamento oficial. Por conta disso, até hoje ele é considerado um desaparecido político.

## Homenagem
No dia 27 de março de 2014, o nome de Abílio foi citado em discurso concedido pelo Deputado Federal Amauri Teixeira, em palavra concedida pelo presidente Abelardo Camarinha. A homenagem foi feita na Câmara dos Deputados, localizada em Brasília, em memória aos homens e mulheres que foram mortos ou dados como desaparecidos durante a luta contra a Ditadura Militar brasileira. O ano de 2014 marcou os 50 anos do Golpe de Estado, que ocorreu em 1964, e que deu início ao período de opressão política e perseguições militares.  

Durante a homenagem, Amauri citou 379 nomes de ativistas e militantes que não foram reconhecidos como desaparecidos oficialmente. Entre todas as pessoas citadas estão nomes famosos como o de Vladmir Herzog, que foi referido pelo deputado como símbolo da luta contra o período e Manoel Fiel Filho,o qual era operário e jornalista. 